# Nà Hang, Tuyên Quang
Nà Hang là một xã thuộc tỉnh Tuyên Quang, Việt Nam. Xã được thành lập ngày 1 tháng 7 năm 2025 trên cơ sở sáp nhập toàn bộ diện tích tự nhiên và quy mô dân số của các đơn vị hành chính cũ: thị trấn Na Hang, xã Năng Khả và xã Thanh Tương.

## Địa lý
Nà Hang trải dài hai bờ sông Gâm, đồng thời bao trùm đoạn hạ lưu sông Năng trước khi hai dòng hợp lưu. Trên địa bàn có Thủy điện Tuyên Quang (hồ Na Hang) với diện tích mặt nước trên 8.000 ha, thác Pác Ban (thác Mơ) và nhiều khe suối nhỏ. 
- Phía bắc giáp xã Yên Hoa, xã Thượng Lâm.
- Phía đông bắc giáp xã Hồng Thái.
- Phía đông giám tỉnh Thái Nguyên.
- Phía nam giáp xã Tân Mỹ, xã Yên Lập.
- Phía tây giáp xã Minh Quang.

Quốc lộ 279 (Lào Cai - Tuyên Quang - Thái Nguyên) và Quốc lộ 2C (Phú Thọ - Tuyên Quang) cắt qua trung tâm xã, tạo điều kiện kết nối vùng.

## Hành chính
Xã Nà Hang có 49 thôn, tổ dân phố. Khu vực thị trấn cũ gồm 23 tổ dân phố 2, 3, 4, 5, 6, 7, 8, 9, 10, 12, 13, 14, 15, 16, 17, 20, Hà Vị, Khuôn Phươn, Ngòi Nẻ, Nà Mỏ, Yên Trung, Tân Lập. 14 thôn vùng xã Năng Khả cũ và 12 thôn vùng xã Thanh Tương cũ được giữ nguyên tên gọi.

## Lịch sử
- 13 tháng 2, 1987 – thành lập thị trấn Na Hang (loại V).
- 25 tháng 1, 2006 – mở rộng địa giới thị trấn Na Hang.
- 16 tháng 6, 2025 – Ủy ban Thường vụ Quốc hội ban hành Nghị quyết 1684/NQ-UBTVQH15 sáp nhập thị trấn Na Hang, xã Năng Khả và xã Thanh Tương để thành lập xã Nà Hang.
- 30 tháng 6, 2025 – Lễ công bố Nghị quyết được tổ chức tại điểm cầu xã Nà Hang.[1]
- 20 tháng 4, 2025 – Huyện Na Hang lấy ý kiến cử tri, trên 95 % đồng thuận sáp nhập.[2]

## Kinh tế – xã hội
Sau sáp nhập, xã có 59 tổ tiết kiệm và vay vốn của Ngân hàng Chính sách Xã hội, tổng dư nợ gần 151 tỷ đồng cho hơn 2.300 hộ vay. Người dân sống chủ yếu bằng nông nghiệp (lúa nương, ngô, chè Shan) và lâm nghiệp; du lịch sinh thái lòng hồ Na Hang, thác Pác Ban và đền Pác Tạ đang trở thành ngành kinh tế mũi nhọn.

## Du lịch
- Thác Pác Ban (thác Mơ) – danh thắng cấp quốc gia, cách trung tâm xã 4 km.
- Hồ Na Hang – khu sinh thái đa năng trên vùng lòng hồ thủy điện, liên thông huyện Lâm Bình cũ, nay là khu vực quanh các xã Thượng Lâm và xã Lâm Bình.[4]